# Пуэрто-Карреньо
Пуэ́рто-Карре́ньо (исп. Puerto Carreño) — город и муниципалитет на востоке Колумбии, административный центр департамента Вичада.

## История
Христианская миссия, являвшаяся первым поселением европейцев на месте современного города, была основана монахом-иезуитом Алонсо де Нейрой в 1666 году. 5 июля 1991 года город был провозглашён административным центром департамента Вичада.

## Географическое положение

Муниципалитет Пуэрто-Карреньо

Город расположен в северо-восточной части департамента, на левом берегу реки Ориноко, вблизи места впадения в неё реки Мета, на расстоянии приблизительно 740 километров к востоку-северо-востоку (ENE) от столицы страны Боготы. Абсолютная высота — 39 метров над уровнем моря.

Площадь муниципалитета составляет 12 410 км².

## Климат
| Показатель                    | Янв. | Фев. | Март | Апр. | Май  | Июнь | Июль | Авг. | Сен. | Окт. | Нояб. | Дек. | Год  |
| ----------------------------- | ---- | ---- | ---- | ---- | ---- | ---- | ---- | ---- | ---- | ---- | ----- | ---- | ---- |
| Средний суточный максимум, °C | 34,7 | 35,8 | 36,1 | 34,5 | 32,4 | 31   | 30,6 | 31,2 | 32,2 | 33,1 | 33,5  | 33,9 | 33,3 |
| Средняя температура, °C       | 28,9 | 29,8 | 30,4 | 29,6 | 28,2 | 27,1 | 26,9 | 27,2 | 27,9 | 28,4 | 28,7  | 28,6 | 28,5 |
| Средний суточный минимум, °C  | 23   | 23,7 | 24,6 | 24,7 | 24   | 23,3 | 23,1 | 23,3 | 23,6 | 23,8 | 23,9  | 23,3 | 23,7 |
| Норма осадков, мм             | 43   | 18   | 38   | 133  | 270  | 458  | 459  | 347  | 195  | 177  | 100   | 30   | 2268 |
| Источник: Weatherbase         |      |      |      |      |      |      |      |      |      |      |       |      |      |

## Население
По данным Национального административного департамента статистики Колумбии, совокупная численность населения города и муниципалитета в 2012 году составляла 15 012 человек.
Динамика численности населения города по годам:
| 2005   | 2006   | 2007   | 2008   | 2009   | 2010   | 2011   | 2012   |
| ------ | ------ | ------ | ------ | ------ | ------ | ------ | ------ |
| 13 288 | 13 535 | 13 783 | 14 030 | 14 276 | 14 522 | 14 767 | 15 012 |

Согласно данным переписи 2005 года мужчины составляли 50,5 % от населения города, женщины — соответственно 49,5 %. В расовом отношении белые и метисы составляли 70,7 % от населения города; индейцы — 23,8 %; негры — 5,5 %.
Уровень грамотности среди населения старше 15 лет составлял 85,8 %.

## Экономика и транспорт
Основу экономики города составляют сельскохозяйственное производство, добыча полезных ископаемых, а также рыболовство. 52,5 % от общего числа городских и муниципальных предприятий составляют предприятия торговой сферы, 43,9 % — предприятия сферы обслуживания, 3,1 % — промышленные предприятия, 0,5 % — предприятия иных отраслей экономики. В километре к западу от города расположен аэропорт (ICAO: SKPC, IATA: PCR).